# Turó Gros (Sant Celoni)
El Turó Gros o de la Telefonista és una muntanya de 766 metres que es troba al municipi de Sant Celoni, a la comarca del Vallès Oriental. Al cim podem trobar-hi un vèrtex geodèsic (referència 299113001). És un dels 100 cims emblemàtics de Catalunya.
El 2014 el Departament d'Interior va decidir tancar la torre de guaita situada al turó, que es troba dins l'espai del Parc Natural del Montnegre i el Corredor.